# Wishmaster (album)
Wishmaster je tretji studijski album finske simfonične metal skupine Nightwish, izdan oktobra 2000.

## Seznam pesmi
1. She Is My Sin – 4.46
2. The Kinslayer – 3.59
3. Come Cover Me – 4.34
4. Wanderlust – 4.50
5. Two For Tragedy – 3.51
6. Wishmaster – 4.23
7. Bare Grace Misery – 3.39
8. Crownless – 4.26
9. Deep Silent Complete – 3.57
10. Dead Boy's Poem – 6.47
11. FantasMic – 8.18
12. Sleepwalker – 2.56